# Maciste All'Inferno
 (septembre 2012).
Albums de Gojira
The Link
(2003) From Mars to Sirius
(2005)
Maciste all'inferno est un EP de Gojira. L'album a été enregistré en direct alors qu'une projection du film "Maciste all'inferno" (1925) tournait à la Rock School Barbey, Bordeaux, France, le 29 mai 2003. L'EP contient quinze chansons, et dure environ 50 minutes .

## Pistes
| No  | Titre      | Durée |
| --- | ---------- | ----- |
| 1.  | Maciste 01 | 8:28  |
| 2.  | Maciste 02 | 2:28  |
| 3.  | Maciste 03 | 4:20  |
| 4.  | Maciste 04 | 1:52  |
| 5.  | Maciste 05 | 2:12  |
| 6.  | Maciste 06 | 2:30  |
| 7.  | Maciste 07 | 2:22  |
| 8.  | Maciste 08 | 5:32  |
| 9.  | Maciste 09 | 2:09  |
| 10. | Maciste 10 | 6:37  |
| 11. | Maciste 11 | 4:06  |
| 12. | Maciste 12 | 4:38  |
| 13. | Maciste 13 | 4:21  |
| 14. | Maciste 14 | 2:41  |
| 15. | Maciste 15 | 3:48  |

## Personnel
- Joe Duplantier – chant, guitare rythmique
- Christian Andreu – guitare solo
- Jean-Michel Labadie – basse
- Mario Duplantier – batterie